# Gabriel Alejandro Real de Azúa

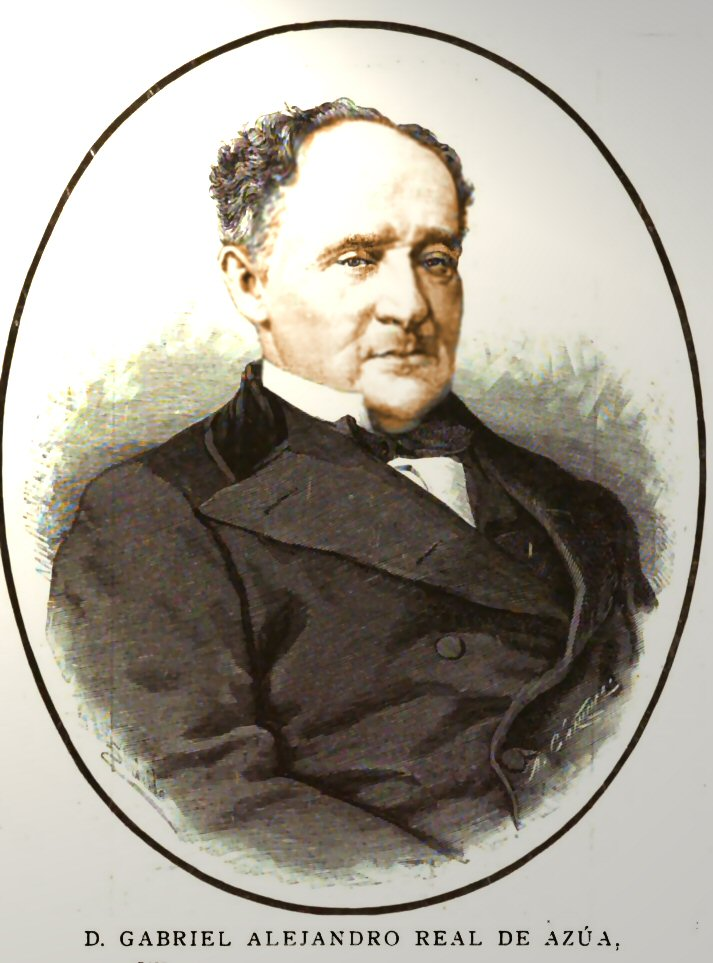
Gabriel Alejandro Real de Azúa, grabado publicado en La Ilustración Española y Americana en febrero de 1890

Gabriel Alejandro Real de Azúa (Buenos Aires, 1803-Santiago de Chile, 1889 o 1890) fue un escritor argentino.

## Biografía
Hijo de un español del País Vasco individuo del Cabildo de Buenos Aires y que renunció a su cargo poco antes de la independencia, Real de Azúa se educó en Chile, donde se estableció su padre. Terminados sus estudios literarios, viajó por Europa y América e ingresó en varias corporaciones doctas. Después se estableció en el valle del Mapocho y en los últimos años de su vida se vio aquejado de sufrimientos crónicos.
Escribió más de doscientas fábulas, lo que le valió el sobrenombre de «Esopo americano», y también numerosas poesías, comedias (entre ellas la titulada Los aspirantes, que se estrenó en 1834), pensamientos morales, etc. Algunas de sus producciones fueron publicadas en París bajo la dirección de Vicente Salvá y en Valparaíso dio Real de Azúa a la estampa el libro titulado Máximas y pensamientos diversos (1836), en prosa y verso. Además de escritor castizo, fue latinista y políglota.